# 職業選択の自由
職業選択の自由（しょくぎょうせんたくのじゆう）は、自ら行う職業を選択・決定する自由。自由権（経済的自由権）の一つ。

## 概説
封建時代の「領民」思想は、生産者たる人民を自領内に確保することを目的に、人民の職業や住居を身分制度に固定するものであった。居住移転の自由や職業選択の自由は、このような身分制度的拘束から解放するものである。しかし、市民革命期の憲法において、職業選択の自由を明文で規定した憲法は、ごくわずかであった。
1919年のヴァイマル憲法111条は「すべてのドイツ人は、全ライヒ内において移住の自由を有する。各人は、ライヒの任意の場所に滞在し、かつ、定住し、土地を取得し、および各種の生産部門に従事する権利を有する。制限はライヒの法律によることを要する。」と、居住移転の自由と同一の条文で規定していた。
1949年のドイツ連邦共和国基本法は、第12条で職業の自由を規定した。
世界人権宣言第23条1項は、職業選択の自由を保障し、さらに国際人権規約A規約第6条は、労働を自由に選択する権利を含む、労働権の保障を明文で規定している。なお日本は、1979年（昭和54年）に国際人権規約A規約を批准している。

## 法的性格
職業選択の自由について学説は一般に経済的自由権に分類されるが、個人の人格的価値と不可分な関連を有しており（最高判昭和50年4月30日民集第29巻4号572頁参照）、人間の尊厳や人格権とも結び付けられる側面を有すると考えられている。

## 日本

### 大日本帝国憲法（明治憲法）
明治憲法には職業選択の自由について直接定めた規定はなかったが、営業の自由が居住移転の自由に含まれるとする説が存在した。伊藤博文は「憲法義解」で「定住シ借住シ寄留シ及営業スルノ自由」と一体のものと捉えて営業の自由は居住移転の自由に含むものと捉えていた。しかし、大審院の判例は居住及び移転の自由には営業の自由を含まないと解した（大正5年11月15日大審院判決刑録22輯1774頁）。当時の学説における通説も営業の自由は憲法上保障されていないと解釈されていた。

### 日本国憲法
職業選択の自由は、日本国憲法では22条1項で定められている。

#### 営業の自由
憲法学上の通説は職業選択の自由には職業を行う自由（営業の自由）を含むとする。しかし、経済史学者の岡田与好などから、営業の自由は歴史的に見て私的独占や同業組合による営業制限を排除する制度として現れたもので公序として追求されてきたものであるという指摘が出された。
そこで、営業の自由には、開業・維持・存続・廃業についての「営業をすることの自由」（狭義の営業の自由）と、現に営業をしている者が任意に営業活動を行い得る「営業活動の自由」があるとし、日本国憲法第22条第1項が保障しているのは、狭義の営業の自由のみで、財産権行使の自由である営業活動の自由については、日本国憲法第29条（財産権）で保障されているとする有力説が現れた。
最高裁判所は、小売市場許可制合憲判決で憲法22条1項に「いわゆる営業の自由を保障する趣旨を包含している」と判示し（最大判昭和47年11月22日刑集26巻9号586頁）、狭義の職業選択の自由だけでなく、営業の自由も保障しているとした。さらに、最高裁は薬事法距離制限違憲判決で「職業は、ひとりその選択、すなわち職業の開始、継続、廃止において自由であるばかりでなく、選択した職業の遂行自体、すなわちその職業活動の内容、態様においても、原則として自由であることが要請されるのであり、したがって、右規定は、狭義における職業選択の自由のみならず、職業活動の自由の保障をも包含しているものと解すべきである。」とし（最大判昭和50年4月30日民集第29巻4号572頁）、職業活動の自由（職業活動の内容や態様を決定する自由）についても、憲法22条1項で保障されていると判示した。

#### 「公共の福祉」の解釈
日本国憲法第22条第1項の「公共の福祉」と、職業選択の自由の関係について学説は分かれており、
1. 日本国憲法第12条や第13条の「公共の福祉」は訓示的規定であり、日本国憲法第22条や29条など個別的に「公共の福祉」によって制限が設けられている場合にのみ「公共の福祉」による政策的制約を受けるとする説
2. 人権はすべて日本国憲法第12条や第13条の「公共の福祉」による制限を受けるのであり、日本国憲法第22条第1項の「公共の福祉」は、注意的規定にすぎないとする説
3. 日本国憲法第12条や第13条の「公共の福祉」は、権利や自由に伴う内在的制約を定めたもので、日本国憲法第22条や第29条の「公共の福祉」は、社会国家的な政策的考慮に基づく政策的制約を定めたものであるとする説

がある。

#### 職業選択の自由の制約
職業選択の自由の制限については、日本国憲法第13条の「公共の福祉」による内在的制約（消極目的）と、日本国憲法第22条の「公共の福祉」による政策的制約（積極目的）とに分けることができる。
- 消極的・警察的目的による制約
  - 司法試験法
  - あん摩マツサージ指圧師、はり師、きゆう師等に関する法律第12条
  - 売春防止法
  - 届出制・登録制・許可制
    - 貸金業法
    - 採石法
    - 古物営業法
    - 風俗営業等の規制及び業務の適正化等に関する法律
- 積極的・政策的目的による制約
  - 競争制限・配置規制・特許制
    - 航空機製造事業法

##### 規制目的二分論
ここで、ある規制の目的が積極目的と消極目的のいずれに当たるかにより違憲審査の厳格さ（審査密度）が決定される、とする「規制目的二分論」が、小売市場距離制限事件判決及び薬局距離制限事件判決から導かれた。すなわち、職業自由の選択に対する規制のうち、消極目的規制については比較的厳格に審査する一方、積極目的規制では、規制を設けた立法府の判断を尊重し、当該規制に著しく不合理な点が明確に存在しない限りは合憲とする緩やかな審査がなされる。
ただ、近時の学説では、規制の目的が消極的か積極的かの区別は相対的にならざるを得ないことから、規制の目的を重要な指標としつつも、規制の態様をも考え併せる必要があるとされる。

#### 職業選択の自由をめぐる判例
- 銭湯の配置規制（最高裁判所昭和30年1月26日大法廷判決）
- 小売市場距離制限事件（最高裁判所昭和47年11月22日大法廷判決）
- 薬局距離制限事件（最高裁判所昭和50年4月30日大法廷判決）最高裁判所判例集
- 西陣ネクタイ事件（最高裁判所平成2年2月6日判決）
- 東京都管理職選考試験事件（最高裁判所平成17年1月26日大法廷判決）